# I Belong to You (Il ritmo della passione)
I Belong to You (Il ritmo della passione) è un brano musicale prevalentemente pop della cantautrice statunitense Anastacia e del cantautore italiano Eros Ramazzotti. Pubblicato nel 2006 come secondo singolo estratto dal primo Greatest Hits di Anastacia Pieces of a Dream e come secondo singolo estratto dall'album Calma apparente di Ramazzotti. Scritto da Anastacia e Kara DioGuardi. Tradotto in italiano da Eros Ramazzotti e Kaballà.

## Descrizione

### Antefatti
Ramazzotti riceve l'idea per questa collaborazione dalla figlia di nove anni Aurora Ramazzotti, grande ammiratrice dell'artista statunitense. Riesce a contattarla e le manda la demo del duetto in finto inglese dal titolo Struggente, la reazione di Anastacia è molto positiva:
(Tratto dal libro Eros - Lo giuro)
Nella sua biografia ufficiale Eros - Lo giuro, Ramazzotti racconta a Luca Bianchini della bella impressione che gli ha fatto Anastacia, del suo essere professionale, diretta e informale al tempo stesso. Per convincerla completamente, le passa al telefono la figlia Aurora che emozionata le canta I'm Outta Love.
Confermato l'arrivo di Anastacia a Milano per registrare il pezzo, in suo onore, Ramazzotti decide di organizzare una cena sul terrazzo di casa sua.
Dopo 17 anni, nel 2021, Aurora Ramazzotti ricorda con affetto la collaborazione del padre:

### Composizione
La canzone è una romantica ballata realizzata in due versioni: italiano e spagnolo. La parte di testo di Anastacia è sempre in inglese, con un unico verso in italiano o spagnolo.
La musica è scritta da Eros Ramazzotti e Claudio Guidetti sul giro di accordi Si–Sol7+–La–Mi–Si. Il testo è scritto interamente da Anastacia e Kara DioGuardi, la parte in italiano è tradotta da Ramazzotti e Kaballà.

## Accoglienza
Il brano diventa un successo in molti paesi europei. Lisa Haines della BBC scrive: "Degni di menzione sono alcuni nuovi brani di qualità, di solito citati per ultimi, ma talmente buoni da essere in cima alla lista. La migliore di queste è I Belong To You, uno splendido duetto tra Anastacia ed Eros Ramazzotti. La canzone rivela un lato setoso della voce di Anastacia che si contraddistingue dalla forte tonalità che conosciamo e con un tipo di eccesso polmonare da far vergognare anche Céline Dion".

## Video musicale
Girato ad Ariccia in Italia, tra il 21 e il 22 novembre 2005, il video è diretto da Don Allan. Le scene sono ambientate in parte all'interno del Palazzo Chigi e in parte nella piazza antistante.

## Tracce
CD singolo europeo
1. I Belong to You (Il Ritmo della Passione)
2. I Belong to You (El Ritmo de la Pasión)

Maxi CD singolo europeo
1. I Belong to You (Il Ritmo della Passione)
2. I Belong to You (El Ritmo de la Pasión)
3. I Belong to You (Il Ritmo della Passione) (video)
4. I Belong to You (El Ritmo de la Pasión) (video)

## Crediti e musicisti
I crediti sono estrapolati dal booklet di Pieces of a Dream e Calma Apparente.
Studi
- Registrata agli Henson Studios (Hollywood, California) e ai Mediastudios (Milano, Italia)
- Missata ai Mediastudios (Milano, Italia)
- Masterizzata ai Nautilus Mastering (Milano, Italia)

Musicisti
- Anastacia - testo, voce
- Eros Ramazzotti - testo, voce, produzione, arrangiamento
- Kara DioGuardi - testo
- Kaballà - testo
- Claudio Guidetti - chitarre acustiche, chitarre elettriche, pianoforte, tastiere, produzione, arrangiamento, missaggio, registrazione (voce Ramazzotti)
- Celso Valli - pianoforte, tastiera, arrangiamento, direzione d'orchestra
- Luca Bignardi - registrazione, missaggio
- Thomas R. Yezzi - registrazione (voce Anastacia)
- Vinnie Colaiuta - batteria
- Lee Skar - basso
- Mike Landau - assolo chitarra, chitarra tremolo
- Gavin Wright - primo violino
- Michele Canova - engineer addizionale
- Marco D'Agostino - engineer addizionale
- Andrew Dudman - engineer addizionale
- Antonio Baglio - mastering engineer

## Classifiche
| Classifiche (2006) | Posizione massima |
| ------------------ | ----------------- |
| Austria            | 2                 |
| Belgio (Fiandre)   | 2                 |
| Belgio (Wallonia)  | 5                 |
| Paesi Bassi        | 7                 |
| Europa             | 3                 |
| Grecia             | 7                 |
| Germania           | 1                 |
| Italia             | 1                 |
| Portogallo         | 5                 |
| Svizzera           | 1                 |
| Ungheria           | 1                 |

### Classifiche di fine anno
| Classifiche (2006) | Posizione |
| ------------------ | --------- |
| Austria            | 6         |
| Belgio (Fiandre)   | 9         |
| Belgio (Vallonia)  | 16        |
| Germania           | 9         |
| Italia             | 15        |
| Paesi Bassi        | 26        |
| Svizzera           | 5         |
| Ungheria           | 39        |

### Classifiche di fine decennio
| (2000–2009) | Posizione |
| ----------- | --------- |
| Germania    | 92        |